# Bowling Green (Ohio)
Pour les articles homonymes, voir Bowling Green.
Bowling Green est une ville de l'État de l'Ohio, aux États-Unis. Elle est le siège du comté de Wood.

## Géographie
Selon les données du Bureau du recensement des États-Unis, Bowling Green a une superficie de 26,4 km² (soit 10,2 mi²) dont 26,3 km² (soit 10,1 mi²) en surfaces terrestres et 0,1 km² (soit 0,04 mi²) en surfaces aquatiques.

## Démographie
Bowling Green était peuplée, lors du recensement de 2000, de 29 636 habitants.